# 马霍纳
马霍纳（Mahona），是印度北方邦Lucknow县的一个城镇。总人口6967（2001年）。

## 人口
该地2001年总人口6967人，其中男性3707人，女性3260人；0—6岁人口1345人，其中男703人，女642人；识字率35.08%，其中男性为42.24%，女性为26.93%。